# Castellare-di-Casinca
 Castellare-di-Casinca  là một xã ở tỉnh Haute-Corse trên đảo Corse, Pháp. Xã này có diện tích 8,88 km², dân số năm 1999 là 498 người. Khu vực này có độ cao 150 mét trên mực nước biển.